# Římskokatolická farnost Odolena Voda
Římskokatolická farnost Odolena Voda je církevní správní jednotka a jedno ze sedmnácti společenství římských katolíků čtvrtého pražského vikariátu. Centrem farnosti je kostel svatého Klementa v Odoleně Vodě, duchovními správci území jsou farář P. Mgr. Kamil Vrzal, rektor líbeznického kostela Mons. Mgr. Vladimír Málek a rektor klecanského kostela P. Mgr. Pavel Kuneš.

## Historie farnosti
Plebánie je v Odoleně Vodě zmiňovaná již v roce 1352, kdy náležela ke statkům pražské kapituly, která zde měla podací právo. Z plebánů jsou zmiňováni Martin (1371–1380) a Vít (1381–1396). Za husitských válek propadl odolenský statek staroměstským pražanům, kteří na farnost dosazovali kališníky; z nich jsou známi Marek (1525) a Jan Turek (1585).
V roce 1671 daroval Václav z Lobkovic odolenské statky pražským jezuitům u svatého Klimenta, kteří zde v roce 1679 obnovili farnost a od tohoto roku jsou vedeny i matriční knihy. Za jezuitů se zde vystřídali faráři: Jiří Čapek († 1685), Matyáš František Echini (1685–1687), Jan Pavikovský (1687–1692), Ferdinand Uhlíř (1692 † 1699), Gabriel Alexius Ignác Langer (1699–1705), Lukáš Ignác Červený (1705 † 1716), Václav Josef Fuka (1716 † 1720), Václav Ferdinand Schmidt (1720 † 1728) a Pavel Ignác Schwanczar (Švancar) (1728 † 1745), který v roce 1729 vedl z Odoleny Vody do Prahy procesí 226 osob u příležitosti oslav svatořečení Jana Nepomuckého.
V roce 1733 také rektor pražské jezuitské koleje P. Jan Seidl rozhodl, že bude v Odoleně Vodě postaven nový farní kostel. Následující rok byl původní kostel zbourán a 17. září 1840 byl vysvěcen kostel nový. Dalšími jezuitskými faráři zde byli: Antonín František Veselý, později farář u Týnského kostela v Praze, Jan Antonín Kruba (1750 † 1784), Karel Josef Khun (1784–1804), později kanovník u Vyšehradské kapituly, Josef Cherubinus Smutek (1804 †  1806), Karel Minsinger (1807 † 1825), Karel Jakub Strnad (1825 † 1841) a Josef Vojtěch Svoboda (1842 † 1866). Po zesnulém P. Svobodovi řídil faru jeho kaplan Václav Kocman, který zde působil jako farář až do své smrti v roce 1894. Po něm zde sloužil František Frolik († 1898) a Josef Jílek.
Do 31. prosince 2005 patřila farnost k podřipskému vikariátu. Na začátku následujícího roku byly zrušeny do té doby samostatné farnosti Klecany a Líbeznice a k 10. lednu 2006 byly připojeny k farnosti Odolena Voda.

## Kostely farnosti
| Kostel                                            | Místo            | Bohoslužba                         | Bohoslužba              | Poznámka        |
| ------------------------------------------------- | ---------------- | ---------------------------------- | ----------------------- | --------------- |
| Kostel Nanebevzetí Panny Marie                    | Klecany          | neděle středa                      | 09.30 17.30             | filiální kostel |
| Kaple svatého Václava                             | Řež              | neděle                             | 11.30                   | kaple           |
| Kostel Povýšení svatého Kříže                     | Zdiby            | neděle                             | 14.00                   | filiální kostel |
| Kostel svatého Martina                            | Líbeznice        | neděle                             | 10.00                   | filiální kostel |
| Kostel Narození svatého Jana Křtitele             | Hovorčovice      | neděle                             | 10.00                   | filiální kostel |
| Kostel Narození Panny Marie                       | Pakoměřice       | neslouží se pravidelně             | neslouží se pravidelně  | filiální kostel |
| Kostel svatého Klementa                           | Odolena Voda     | neděle středa čtvrtek pátek sobota | 08.30 18.00 08.00 18.00 | farní kostel    |
| Kostel svatého Vavřince                           | Veliká Ves       | neděle                             | 07.15                   | filiální kostel |
| Kaple svaté Anny                                  | Panenské Břežany | neslouží se pravidelně             | neslouží se pravidelně  | kaple           |
| Kaple svaté Terezie z Avily                       | Drasty           | neděle pondělí až sobota           | 08.00 07.15             | kaple           |
| Bohoslužební místo v Domově pro seniory Hortenzie | Bořanovice       | čtvrtek                            | 15.00                   |                 |